# Шпак, Фёдор
Фёдор Шпак (Белецкий) (годы рождения и смерти неизвестны) — полковник Брацлавского полка. Один из главных руководителей антипольского восстания на Подолии и Брацлавщине в 1702—1704 годах.
Участник национально-освободительного восстания против Речи Посполитой 1702—1704 годов, которое современники называли «второй Хмельнитчиной». Фёдор Шпак стоял во главе большого казацко-крестьянского отряда, который он сформировал в окрестностях Немирова. Участвовал во взятии Самусем и Абазиным Немирова в конце октября 1702 года. Продолжая борьбу против польской шляхты в 1703 году, Фёдор Шпак говорил крестьянам, что они свободны от панского гнёта, что он воюет с разрешения польского короля.
К середине марта 1703 года польские магнаты подавили казацко-крестьянское восстания на Подолии и Брацлавщине. Несколько казацких и крестьянских отрядов отступило за р. Днестр. Населения почти всего Приднестровья — Калюса, Ушицы, Жванца, Могилёва и других богатых местечек и сёл ушло в Молдавию. Туда же отступил Фёдор Шпак.
В 1704 году Фёдор Шпак с повстанческим отрядом (600 чел.) вернулся из Молдавию в польские приграничные владения и возглавил восстание на Брацлавщине, где продолжил разорять и жечь польские имения. Затем брацлавский полковник Фёдор Шпак со своим полком присоединился к Ивану Мазепе.
5 августа 1705 года подольская шляхта, не рассчитывая на защиту со стороны великого гетмана коронного Адама Николая Сенявского, обратилась к левобережному гетману Ивану Мазепе с прошением удержать казаков из полков Самойла Самуся, Захара Искры и Фёдора Шпака от насилий над шляхтой, подобных тем, которые произошли в 1704 году.